# Дейвид Мъри
Дейвид Мъри (на английски: David Murray) е бивш британски автомобилен състезател, пилот от Формула 1. Роден на 28 декември 1909 г. в Единбург, Великобритания.

## Формула 1
Дейвид Мъри прави своя дебют във Формула 1 в Голямата награда на Великобритания през 1950 г. В световния шампионат записва 5 състезания като не успява да спечели точки, състезава се с частен Мазерати и Купър.